# Cirrosporium novae-zelandiae
Cirrosporium novae-zelandiae är en svampart som beskrevs av S. Hughes 1980. Cirrosporium novae-zelandiae ingår i släktet Cirrosporium, divisionen sporsäcksvampar och riket svampar.   Inga underarter finns listade i Catalogue of Life.